# Zdebořice
Zdebořice jsou vesnice, část města Plánice v okrese Klatovy v Plzeňském kraji. Nachází se asi pět kilometrů jihozápadně od Plánice. Zdebořice jsou také název katastrálního území o rozloze 5,45 km².

## Historie
První písemná zmínka o vesnici pochází z roku 1352.

## Obyvatelstvo
| Rok            | 1869 | 1880 | 1890 | 1900 | 1910 | 1921 | 1930 | 1950 | 1961 | 1970 | 1980 | 1991 | 2001 | 2011 | 2021 |
| -------------- | ---- | ---- | ---- | ---- | ---- | ---- | ---- | ---- | ---- | ---- | ---- | ---- | ---- | ---- | ---- |
| Počet obyvatel | 344  | 329  | 358  | 303  | 322  | 331  | 309  | 195  | 167  | 141  | 117  | 90   | 87   | 75   | 63   |
| Počet domů     | 42   | 53   | 53   | 48   | 54   | 54   | 55   | 54   | 47   | 41   | 38   | 44   | 44   | 45   | 44   |

## Obecní správa
Při sčítání lidu v letech 1850–1960 Zdebořice byly samostatnou obcí v okrese Klatovy. V letech 1961–1979 byly částí obce Číhaň v okrese Klatovy. Od 1. ledna 1980 jsou částí města Plánice v okrese Klatovy. Poté se Číhaň opět osamostatnila, ale Zdebořice již zůstaly součástí Plánice. V letech 1850–1929 k obci patřily Křížovice a v letech 1850–1960 také Vracov.

## Pamětihodnosti
- Kostel svatého Jiljí

## Galerie

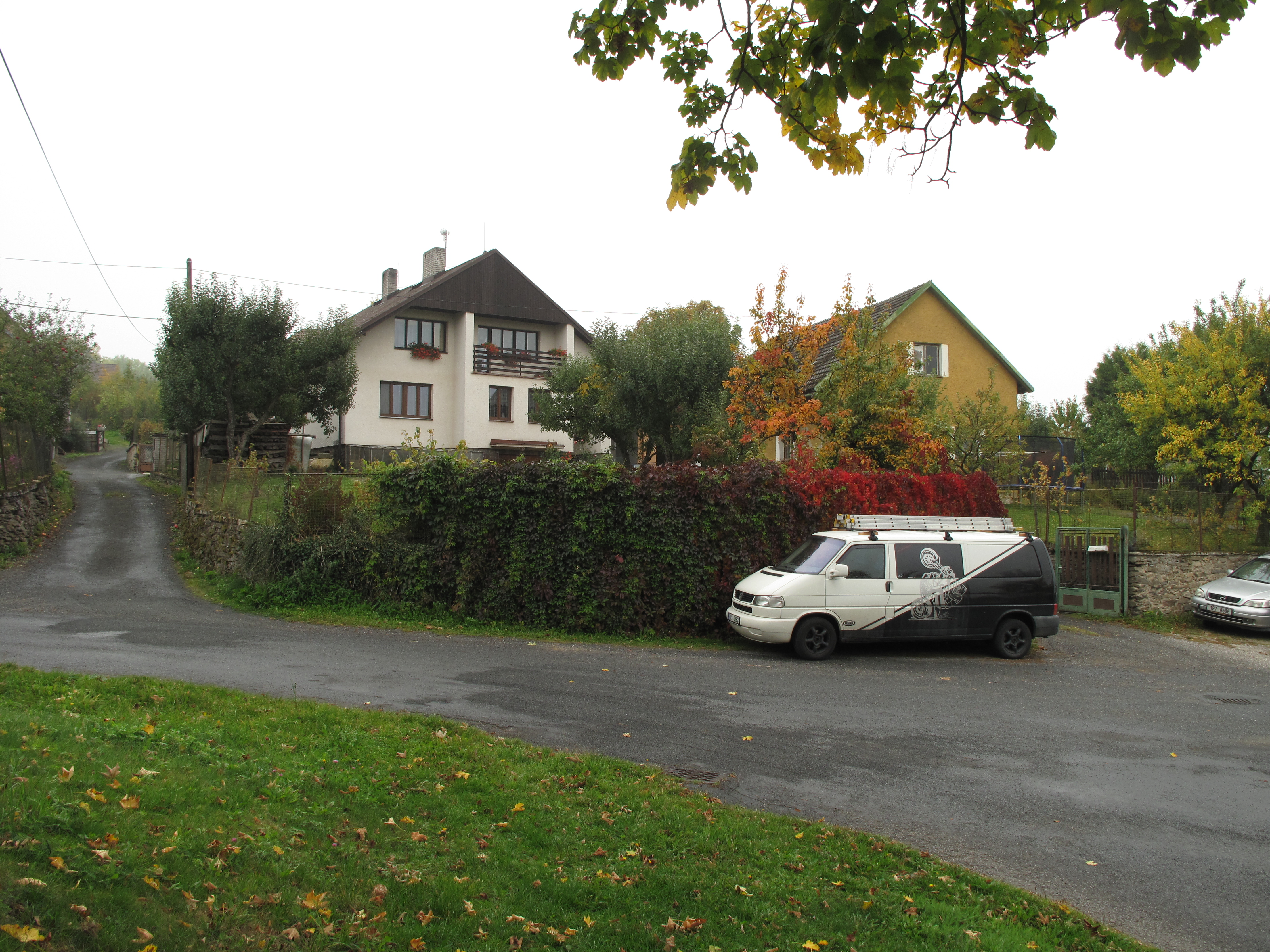
Chaty
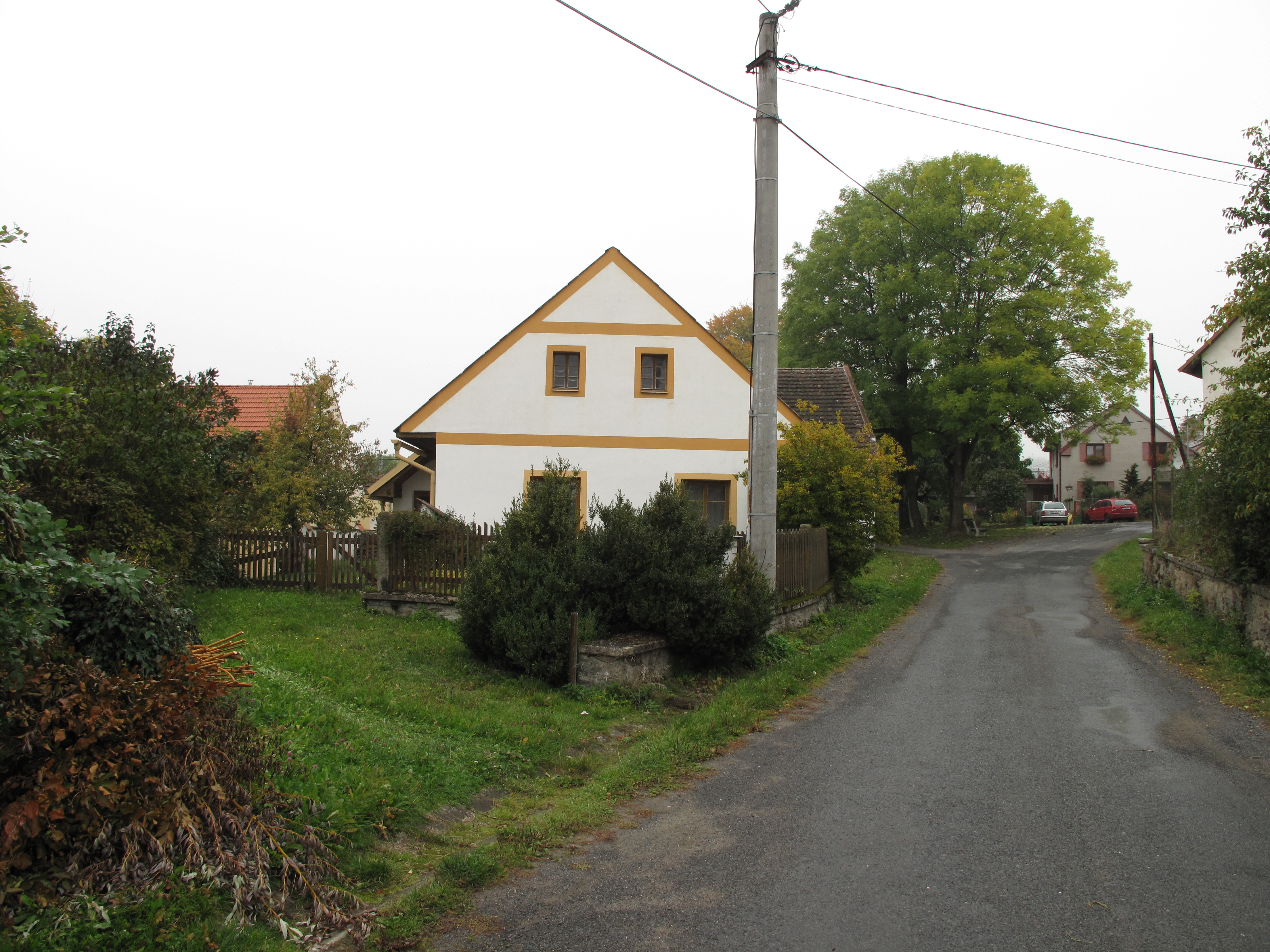
Chalupa
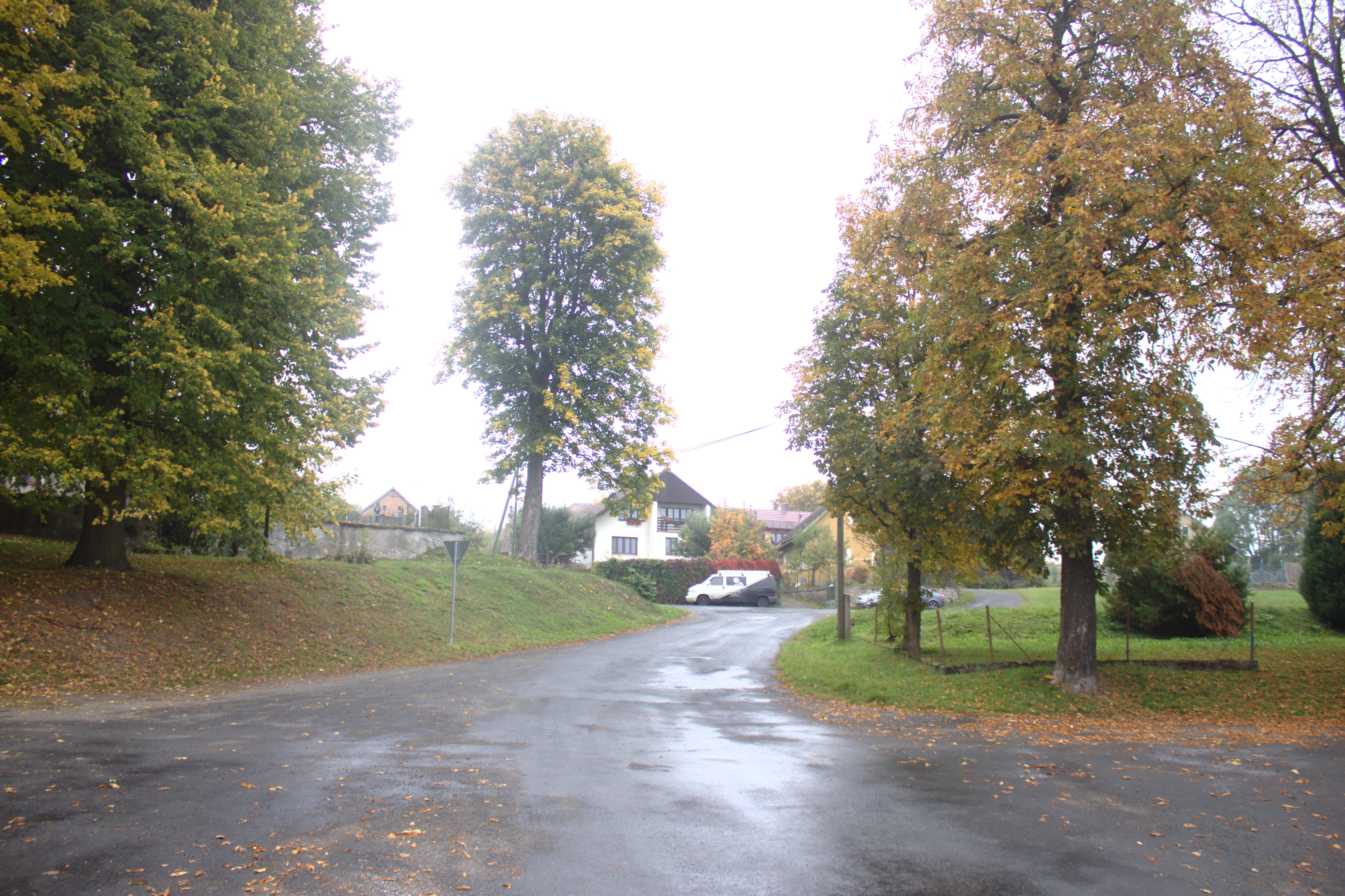
Náves